# Bretenanwealda
Bretenanwealda (bretwalda, brytenwalda) je riječ iz staroengleskog jezika. Označuje anglosaskog vladara. 
Izraz se prvi put spominje u Anglosaskoj kronici, povijesnom dokumentu iz 9. stoljeća. Pojam je označavao kraljevstva koja su se uspjela postaviti kao hegemoni nad jednim ili više drugih anglosaskih kraljevstava. Kronika je bila pristrana što se tiče Kraljevstva Mercije, pa im je umanjivala značaj, iako je to kraljevstvo bilo najjače na Britaniji od sredine 7. do početka 9. stoljeća. Kambrijski anali (Annales Cambriae) su nastavili prikazivati northumbrijske vladare kao "kraljeve Sasa" sve do smrti Osreda I. Pojam bretwalda pojavljuje se u povelji kralja Ethelstana Sjajnog.
Kao prvi bretenanwealda spominje se Edvin Northumbrijski. Prvi bretenanwealda čije se područje proteže na cijelu Britaniju bio je Ethelbert Kentski.
Srednjovjekovna Irska 11. i 12. stoljeća pojam Bretwëlde koristi u značenju "uzvišenog kralja"; za pojam se pretpostavlja da je saskog podrijetla, a druga teorija tvrdi da dolazi od velškog Brit Gweldig, pojam za vladara Britanije.